# Pistola Walther Modelo 9
La Walther Modelo 9 fue una pistola semiautomática de bolsillo en calibre 6,35 mm, fabricada por Walther desde 1921 a 1945.

## Características
Es un arma muy compacta y liviana que funciona por el sistema de retroceso directo (blowback). El sistema de percusión es mediante aguja lanzada. Se decidió usar este sistema en lugar del martillo interno de la Walther Modelo 8 para reducir su tamaño, sacrificando su fiabilidad. Si el resorte del percutor se mantiene comprimido por largos periodos, puede debilitarse y no tener la suficiente fuerza para impactar el fulminante, causando un fallo. Esto puede evitarse manteniendo la pistola descargada cuando no es empleada. Su cargador monohilera aloja 6 cartuchos y sus mecanismos de puntería son fijos. La Walther Modelo 9 es similar a la FN Baby Browning en su sistema de disparo y forma, salvo que la segunda es ligeramente más grande. La FN Baby Browning también dispara el cartucho 6,35 x 16 SR.